# Antoon Overlaet

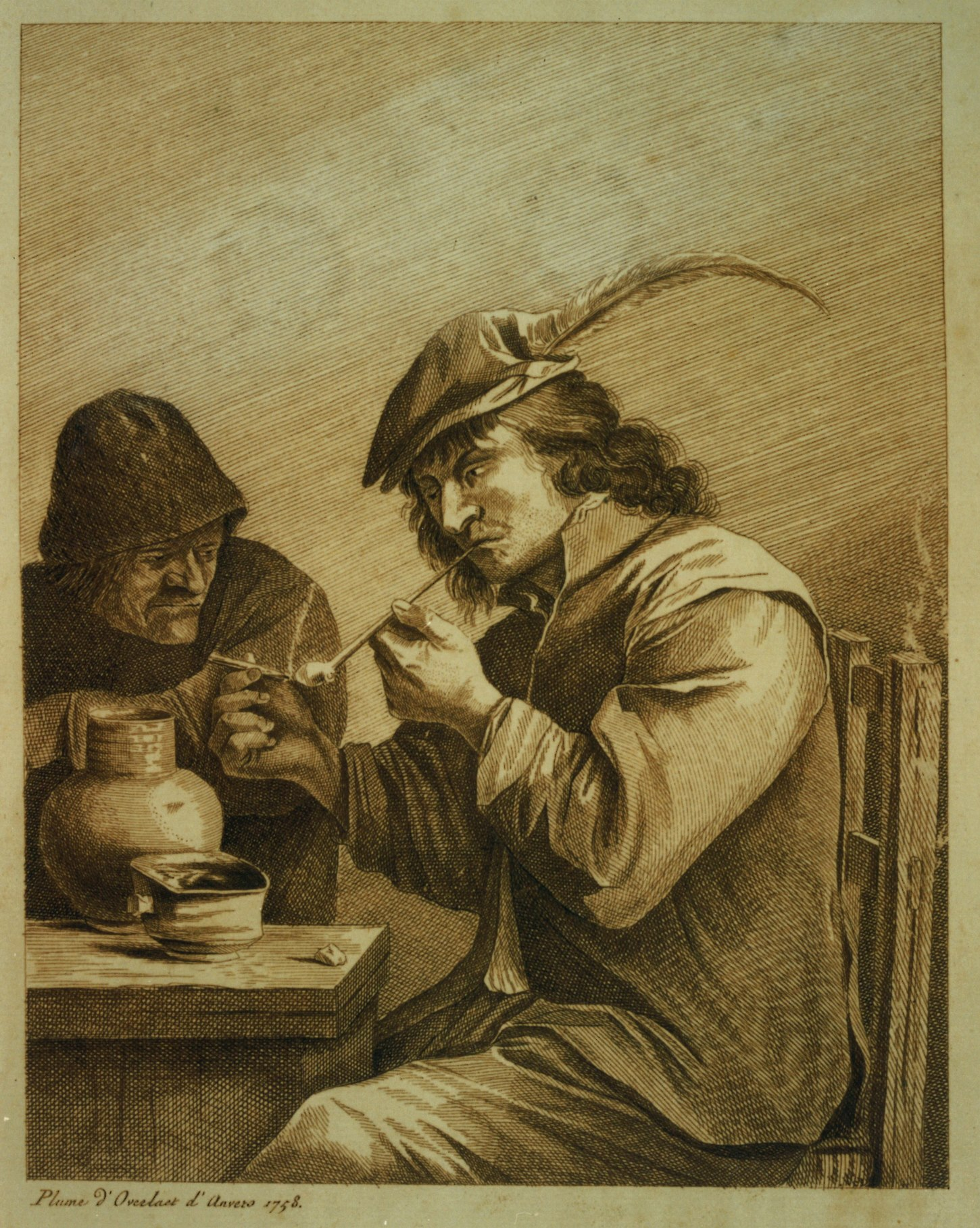
Herbergtafereel met twee mannen rond een tafel, 1758

Antoon Overlaet (Antwerpen, gedoopt 21 december 1720 – aldaar, 17 december 1774) was een tekenaar en graveur in Oostenrijks-Brabant.

## Werk
Naast eigen composities werkte Overlaet vooral naar meesters uit de vorige eeuw. Hij produceerde een enorm aantal tekeningen die gretig aftrek vonden in Antwerpen. Vaardig imiteerde zijn pen schilderijen en gravures van Rembrandt, Rubens, Teniers, Brouwer, Lievens, Van Ostade... Bijzonder zijn twee tekeningen waarin Overlaet, naar het voorbeeld van Claude Mellan, portretten opbouwde uit één ononderbroken pennentrek, nu eens dikker dan weer ragfijn, beginnend bij het puntje van de neus en vandaar verder gaand in een concentrische slingerbeweging. Het gaat om een Maria en een Christus met de doornenkroon op het Doek van Veronica.
In 1761 is Overlaet geregistreerd als meester-graveur bij de Antwerpse Sint-Lucasgilde. Zijn vroege biografen betwijfelden of zijn werk genoeg kon opbrengen om van te leven en meenden dat hij broodbakker van beroep was. Dit lijkt echter niet gemakkelijk te rijmen met zijn productiviteit. Behalve tekeningen en gravures verzorgde Overlaet ten laatste vanaf 1757 tot het einde van zijn leven de kalligrafie en illustraties van de Gulden Boeken waarin de parochiebroederschappen jaarlijks het nieuwe bestuur opnamen.